# HMS Monmouth (1901)
La HMS Monmouth, sesta nave della Royal Navy a portare questo nome, è stata un incrociatore pesante da 9.800 tonnellate dell'omonima classe. Venne affondato nella battaglia di Coronel il 1º novembre 1914.

## Servizio
Varata nel 1901 e armata con 14 cannoni a tiro rapido da 152 mm, ebbe fin dall'inizio un armamento decisamente leggero per un incrociatore corazzato. Inoltre le postazioni dei cannoni da 152 mm erano posizionate talmente basse sul livello dell'acqua da renderne quasi impossibile l'uso in caso di mare anche leggermente agitato. Anche la corazzatura era abbastanza leggera per un incrociatore corazzato e poteva essere facilmente trapassata da colpi d'artiglieria.
Tra il 1906 ed il 1913 servì nella zona di operazioni cinese, per essere poi trasferita nella riserva non appena tornata in patria nel gennaio 1914.
Allo scoppio della prima guerra mondiale tornò in servizio attivo e venne aggregata al Quarto Squadrone Incrociatori, di stanza nelle Indie Occidentali al comando dell'ammiraglio Sir Christopher Cradock. Il 1º novembre successivo partecipò alla battaglia di Coronel contro la flotta dell'ammiraglio Maximilian von Spee, al largo della costa cilena. Venne rapidamente messa fuori combattimento a causa della scarsa esperienza dell'equipaggio e delle condizioni del mare, che impedirono l'uso di buona parte dei pezzi principali. Poco dopo l'inizio della battaglia venne colpita alla torretta di prua da un colpo da 210 mm della Gneisenau che causò anche un violento incendio. La nave venne colpita altre volte in rapida sequenza non riuscendo più a mantenere la sua posizione nella linea di battaglia. Quando fu chiaro che la Monmouth era ormai fuori gioco la Gneisenau spostò il fuoco sulla Good Hope. Poco dopo però la Monmouth venne nuovamente attaccata dall'incrociatore leggero Nürnberg che sparò 75 colpi da 105 mm da breve distanza. La Monmouth e la Good Hope affondarono a pochi minuti di distanza una dall'altra, con una perdita totale di 1 570 marinai. Non vi furono sopravvissuti.